# Shigeru Tamura (photographe)
Pour les articles homonymes, voir Shigeru Tamura.
Shigeru Tamura (田村 茂, Tamura Shigeru, 28 février 1909 - 16 décembre 1987) est un photographe japonais connu pour son travail dans la mode et le photojournalisme. 
Tamura naît à Sapporo, Hokkaidō. Shigeru Shigeru est un nom d'emprunt, le nom personnel de Tamura est probablement Torashige. Il étudie la photographie à l’École orientale de la photographie ((オリエンタル写真学校), Orientaru Shashin Gakkō);  dont il est diplômé en 1929. Avec Yoshio Watanabe, il crée en 1935 un studio pour la publicité et la photographie dans le quartier chic de Ginza à Tokyo. Il rencontre un grand succès en tant que photographe de mode, notamment dans son travail pour le magazine Fujin Gahō à partir de 1937. Avec Ken Domon et d'autres, il fonde la « Young People's Photojournalism Research Society » (Seinen Hōdōshashin Kenkyūkai) en 1938.
Au sortir de la guerre, Tamura apparaît comme photographe des questions sociales au Japon, les approche d'un point de vue pacifiste et de gauche. Il voyage également et produit des livres sur le monde arabe et le Vietnam. En 1963, il crée l'« Association des photographes japonais réalistes » (Nihon Riarizumu Shashin Shūdan). 
Shigeru Tamura est lauréat de l'édition 1982 des prix de la Société de photographie du Japon dans la catégorie « Contributions remarquables ».
Dans les années 1970 Tamura documente la topographie et le patrimoine culturel du Japon. Il meurt en 1987.

## Albums de Tamura

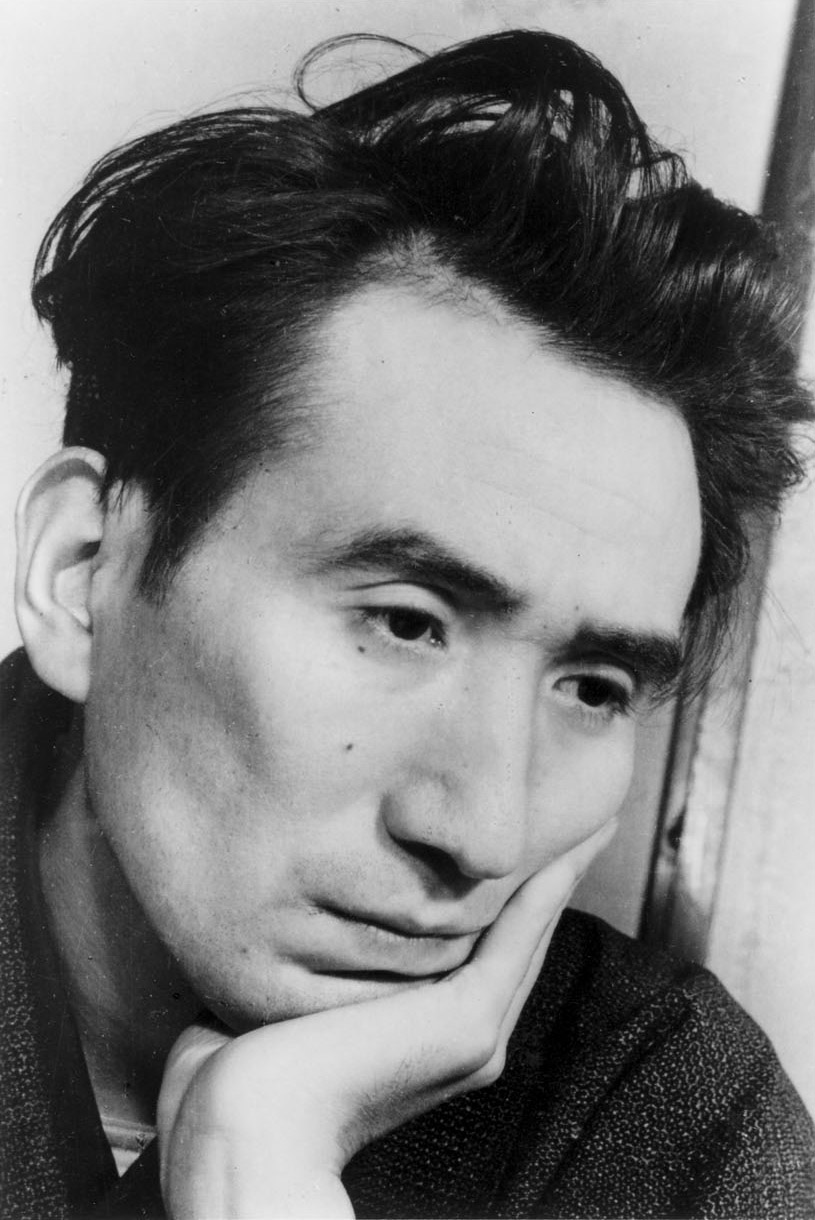
Osamu Dazai photographié par Tamura

- Gendai Nihon no hyakunin (現代日本の百人?). Tokyo : Bungei Shunju, 1953.
- Arabu no shinjitsu (アラブの真実?). Texte de Kai Shizuma (甲斐静馬?). Tokyo : Chikuma Shobō, 1958.
- Kita Betonamu no shōgen: Mina koroshi sakusen no jittai (北ベトナムの証言：みな殺し作戦の実態?). Tokyo : Shin Nihon Shuppansha, 1967.
- Minna ga eiyū: Shashin de miru Kita-Betonamu hōkoku (みんなが英雄：写真で見る「北ベトナム報告」?). Tokyo : Mainichi Shinbunsha, 1965.
- Chibetto (チベット?). Tokyo : Kenkōsha, 1966.
- Nihon no fūdo to bunka (日本の風土と文化?). Tokyo : Kenkōsha, 1976.
- (ja) Waga kamera no sengoshi (わがカメラの戦後史?), My postwar photographic story). Tokyo : Shin Nihon Shuppansha, 1982. A survey of Tamura's work.
- Tamura Shigeru no shashin jinsei (田村茂の写真人生?). Tokyo : Shin Nihon Shuppansha, 1986.  (ISBN 4-406-01369-5).
- Gudō no shashinka Tamura Shigeru (求道の写真家・田村茂?). Tokyo : Kōyō Shuppansha, 1990.  (ISBN 4-87662-058-X).

## Sources
- (ja) Nihon shashinka jiten (日本写真家事典?) / 328 Outstanding Japanese Photographers. Kyoto : Tankōsha, 2000.  (ISBN 4-473-01750-8)
- (ja) Shashinka 100-nin: Kao to sakuhin (写真家100人：顔と作品?) / 100 photographers, profiles and photographs. Supplément spécial pour le 20e anniversaire de Camera Mainichi, 1974.
- Shigeru Tamura at PhotoGuide Japan